# Isla de Lagos
Isla de Lagos es el principal lugar de las áreas de gobierno local de la zona metropolitana de Lagos . Es parte del Estado de Lagos. Como preliminar del censo de 2006 de Nigeria, el AGL tenía una población de 209.437 en un área de 8,7 km ². El AGL solo cubre la mitad occidental de la Isla de Lagos, la mitad oriental está bajo la jurisdicción del AGL de Eti-Osa. 
En un principio, en la isla se encontraba Eko, una pequeña aldea de pescadores yorubas, que posteriormente dio lugar a la moderna metrópoli de Lagos. La ciudad se ha extendido para cubrir las islas vecinas, así como el territorio continental adyacente. 
La Isla de Lagos está conectada al continente por tres grandes puentes que cruzan la laguna de Lagos al distrito de Ebute Metta. También está vinculado a la vecina isla de Ikoyi y a la isla Victoria. El puerto de Lagos en el distrito de Apapa se encuentra en la costa occidental de la isla. La Isla de Lagos es también la principal zona comercial de Lagos, esta acoge a los principales edificios gubernamentales, tiendas y oficinas. Las catedrales anglicana y católica, así como la Mezquita Central se encuentran aquí. 
Históricamente, en la Isla de Lagos (Isaleko) se encontraban los barrios brasileños de Lagos, donde se resolvía la mayoría de la trata de esclavos repatriados de Brasil. Varias familias vivían en la calle Broad, en la Marina. 
La parte oriental de la Isla es la más pobre de la ciudad, y contiene los principales mercados de la ciudad. La isla está muy concurrida y muy congestionada, pero se han hecho varios intentos de construir nuevas carreteras a lo largo de la laguna, con el fin de mejorar los flujos de tráfico.